# شركة سيلافيلد المحدودة
شركة سيلافيلد المحدودة هي شركة ترخيص موقع إزالة التلوث النووي البريطانية (SLC) التي تسيطر عليها هيئة إزالة التلوث النووي (NDA)، وهي هيئة حكومية بريطانية أنشئت خصيصًا للتعامل مع الإرث النووي بموجب قانون الطاقة لعام 2004 . من عام 2008 إلى عام 2016، تم تشغيله بموجب ترخيص من هيئة إزالة التلوث النووي من قبل منظمة أم خارجية تسمى شركاء الإدارة النووية (NMP). منذ انتهاء عقد أن أم بي، أعيدت إلى السيطرة الحكومية المباشرة من خلال جعلها شركة تابعة لـ هيئة إزالة التلوث النووي.
الهدف الرئيسي لشركة سيلافيلد المحدودة هو إدارة عملية إيقاف تشغيل منشأة مجمع سيلافيلد النووي في كمبريا بإنجلترا نيابة عن هيئة إزالة التلوث النووي. توظف الشركة أكثر من 13 ألف عامل وتركز على تنفيذ برامج تسريع إزالة التلوث النووي وتنظيفه. وتشارك أيضًا في إنتاج الوقود النووي وإعادة معالجته، والتفكيك النووي والنقل الدولي.

## تاريخ الشركة
تأسست شركة سيلافيلد المحدودة من بقايا المجموعة النووية البريطانية (BNG)، وهي شركة تابعة لشركة الوقود النووي البريطانية المحدودة (BNFL). تأسست شركة المجموعة النووية البريطانية نتيجة لإعادة تنظيم شركة الوقود النووي البريطانية المحدودة في عام 2005، وذلك من خلال جمع جميع أعمال الوقود النووي البريطانية المحدودة في وحدة واحدة، باستثناء شركة المختبر النووي الوطني البريطاني وشركة كهرباء ويستينغهاوس . كان الهدف الأولي لشركة الوقود النووي البريطانية المحدودة في عام 2006 هو بيع المجموعة النووية البريطانية بالكامل كشركة واحدة، ومع ذلك تقرر لاحقًا تقسيم المجموعة النووية البريطانية وبيع كل أصل على حدة لتعظيم الإيرادات.
وبالتالي، تم بيع الشركة الفرعية الأمريكية لشركة المجموعة النووية البريطانية (المجموعة النووية البريطانية في أمريكا)، وأعمال مفاعل ماجنوكس (شركة إدارة مواقع المفاعلات)، وأعمال الاستشارات (المجموعة النووية البريطانية لخدمات المشروعات)، وحصتها البالغة الثلث في شركة إدارة مؤسسة الأسلحة الذرية (AWE Management Ltd) بشكل فردي. أصبحت بقية أعمال شركة المجموعة النووية البريطانية مسؤولة عن أعمال إيقاف التشغيل في سيلافيلد . وقد تمت إعادة تسميتها إلى شركة سيلافيلد المحدودة وتم نقل الملكية إلى هيئة إزالة التلوث النووي (NDA).
في عام 2008، تعاقدت هيئة إزالة التلوث النووي على إدارة محطة شركة سيلافيلد المحدودة المحدودة مع شركة شركاء الإدارة النووية المحدودة ، وهي اتحاد مكون من شركة يو ار اس الأمريكية، وشركة اميك البريطانية، وشركة آرافا الفرنسية. كان العقد الأولي لمدة خمس سنوات، مع خيار التمديد لمدة 17 عامًا.
في عام 2016، استعادت هيئة إزالة التلوث النووي شركة سيلافيلد المحدودة تحت السيطرة المباشرة من شركاء الإدارة النووية ، من خلال جعل الشركة شركة تابعة لـ هيئة إزالة التلوث النووي. تملك هيئة إزالة التلوث النووي موقع سيلافيلد ومسؤولياته، وتملك جميع الأسهم في شركة سيلافيلد المحدودة، المسؤولة عن التشغيل والإدارة الآمنة للموقع.